# Klosterkirche Schwanberg

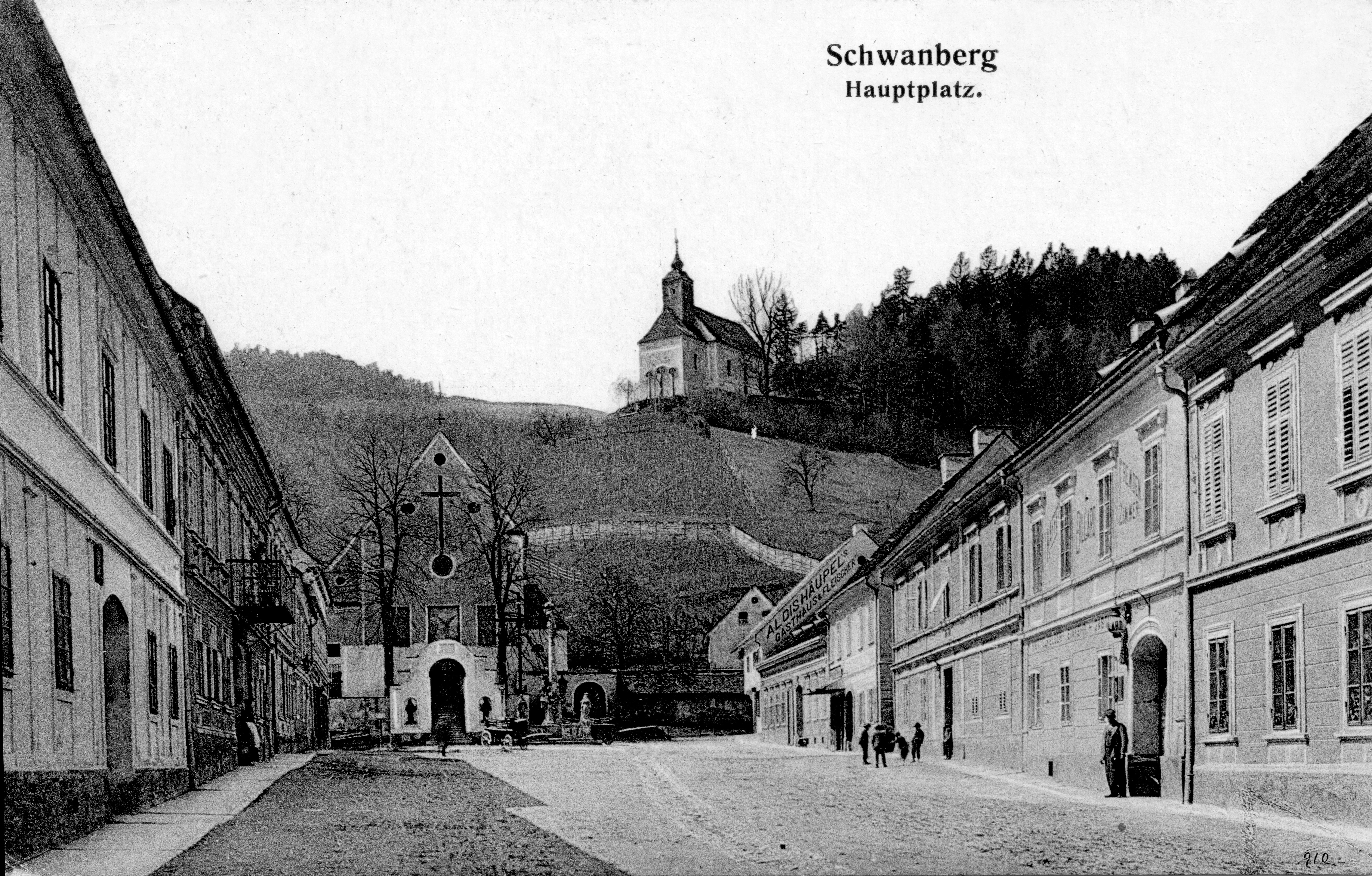
Klosterkirche hl. Schutzengel, im Südende vom Hauptplatz in Schwanberg, Postkarte aus dem Jahr 1908

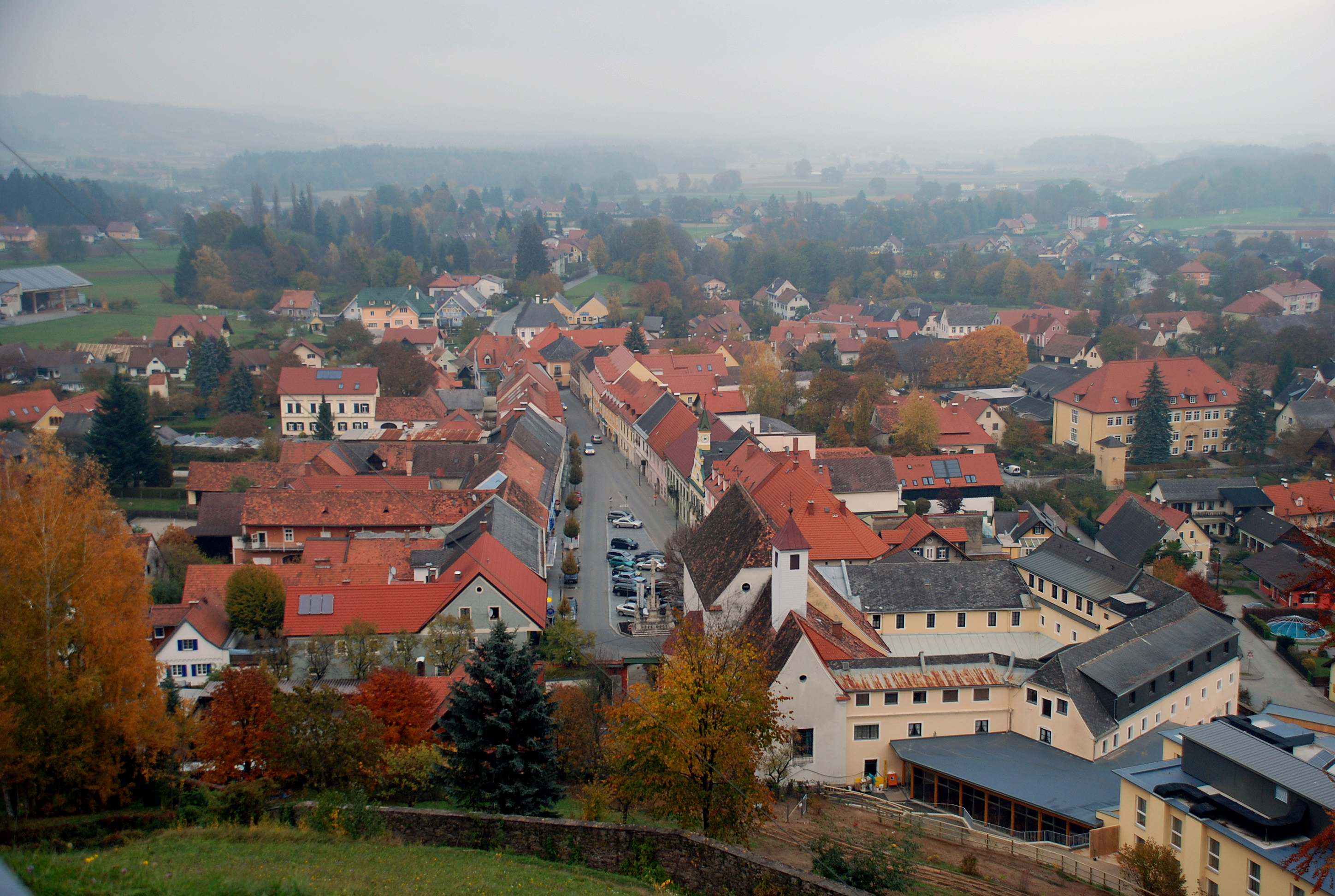
Klosterkirche und ehemaliges Kapuzinerkloster beim Hauptplatz, Blick von der Anhöhe mit der Josefikirche

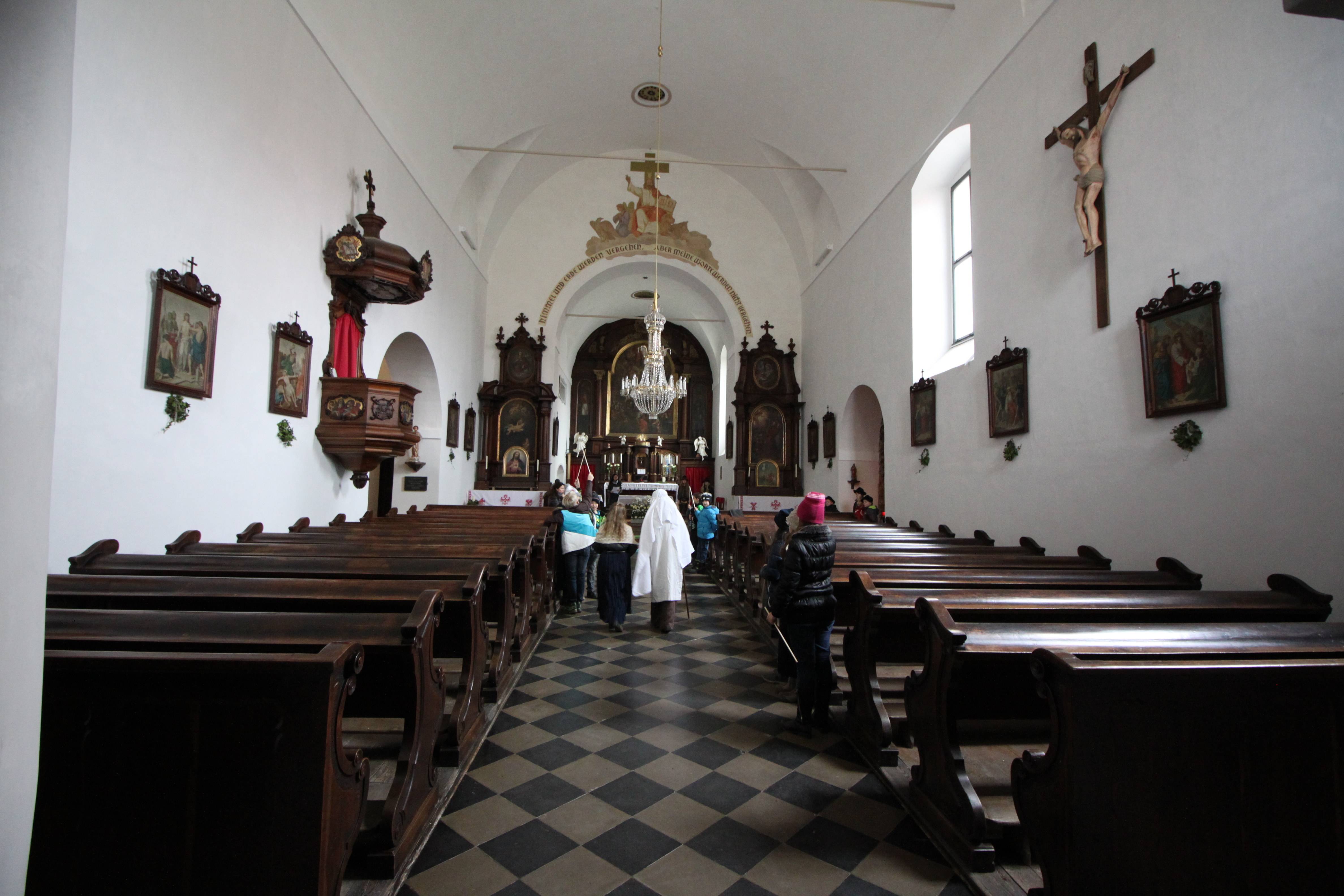
Im Langhaus zum Chor

Die römisch-katholische Klosterkirche Schwanberg steht mit der Giebelfront im Südende zum Hauptplatz in der Marktgemeinde Bad Schwanberg im Bezirk Deutschlandsberg in der Steiermark. Die Kirche steht unter Denkmalschutz.

## Geschichte
Die nach den Plänen der Kapuzinerkirche in Graz erbaute Klosterkirche wurde 1714 geweiht. Die Kirche ist durch die Schließung und den Verkauf des Kapuzinerklosters im Eigentum des Heilmoorbads Schwanberg. Langhaus und Chor mit Ausstattung wurden in den letzten Jahren restauriert. Die Restaurierung der Loretokapelle ist in Arbeit. Die Kirche wird heute hauptsächlich für Werktagsmessen und für Begräbnisgottesdienste genutzt.

## Architektur
Das breite Langhaus und der eingezogene Chor mit einem geraden Schluss haben Stichkappentonnengewölbe. Ostseitig am Langhaus zum Innenhof des Klosters besteht eine Seitenkapelle als Loretokapelle. Die Eingangshalle zum Kloster bergseitig am Chorhaupt trägt den Dachreiter zur Klosterkirche.
Der Treppenaufgang vom Hauptplatz zum Hauptportal der Klosterkirche ist mit einem Tonnengewölbe überdacht und die Front zum Hauptplatz bildet das Kriegerdenkmal.

## Ausstattung

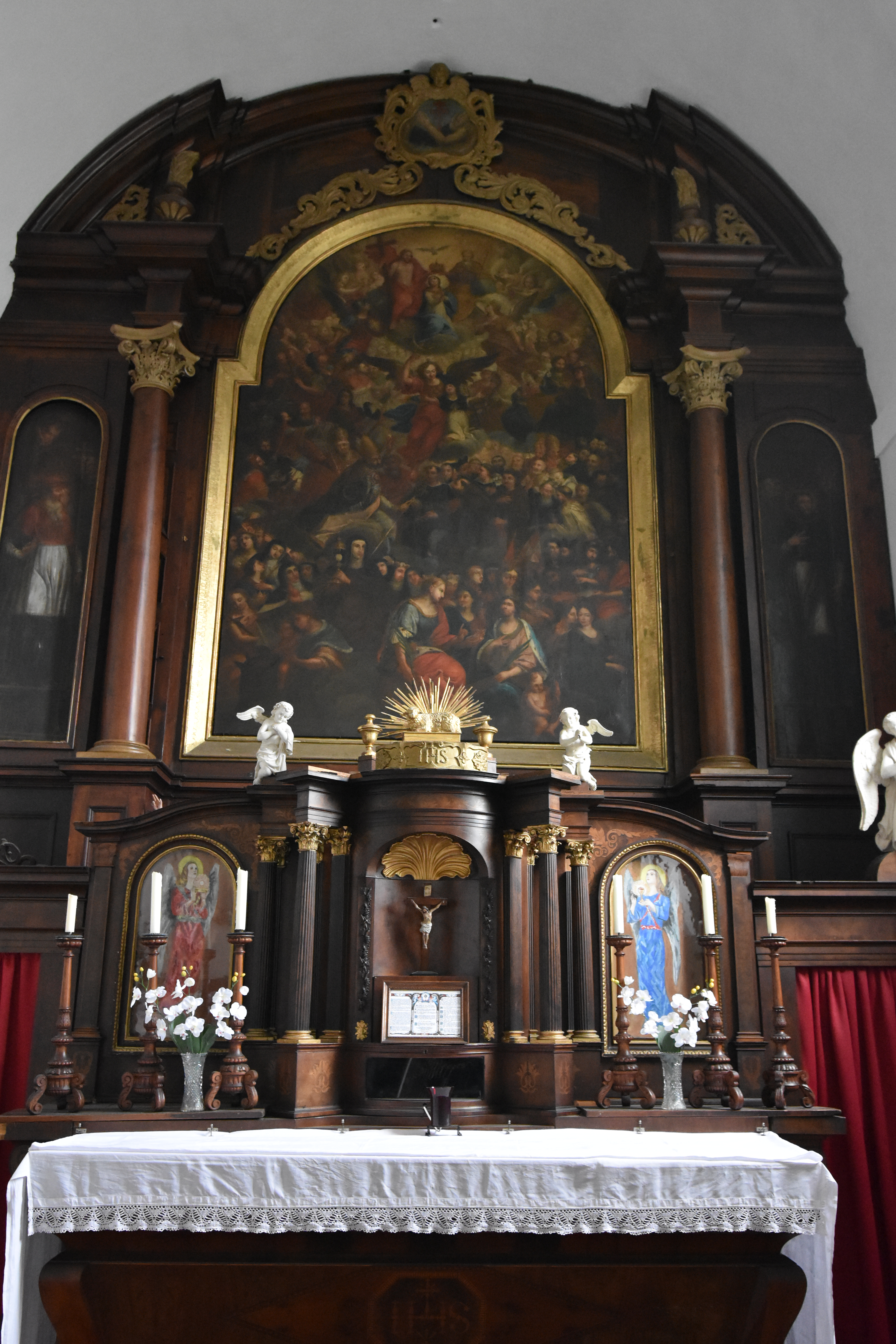
Der Hochaltar

Der Hochaltar und die zwei Seitenaltäre sowie der Altar der Seitenkapelle sind aus der Bauzeit. Das Hochaltarbild (Schutzengel) mit Heiligen und Marienkrönung malte Johannes Vitus Hauckh (1709). Es wurde 1952 restauriert. Von Hauckh ist auch das Altarbild mit dem hl. Valentin aus dem Jahr 1712 am Altar der Seitenkapelle. In der Loretokapelle steht ein Altar mit einem klassizistischen Säulenaufbau mit zwei guten weiß gefassten Statuen der Heiligen Joachim und Anna, welche aus der Kapuzinerkirche Leibnitz hierher übertragen wurden. Sieben Bilder aus dem Jahr 1700 zeigen Szenen aus dem Leben der Maria.